# مورین (روش شیشه‌گری)

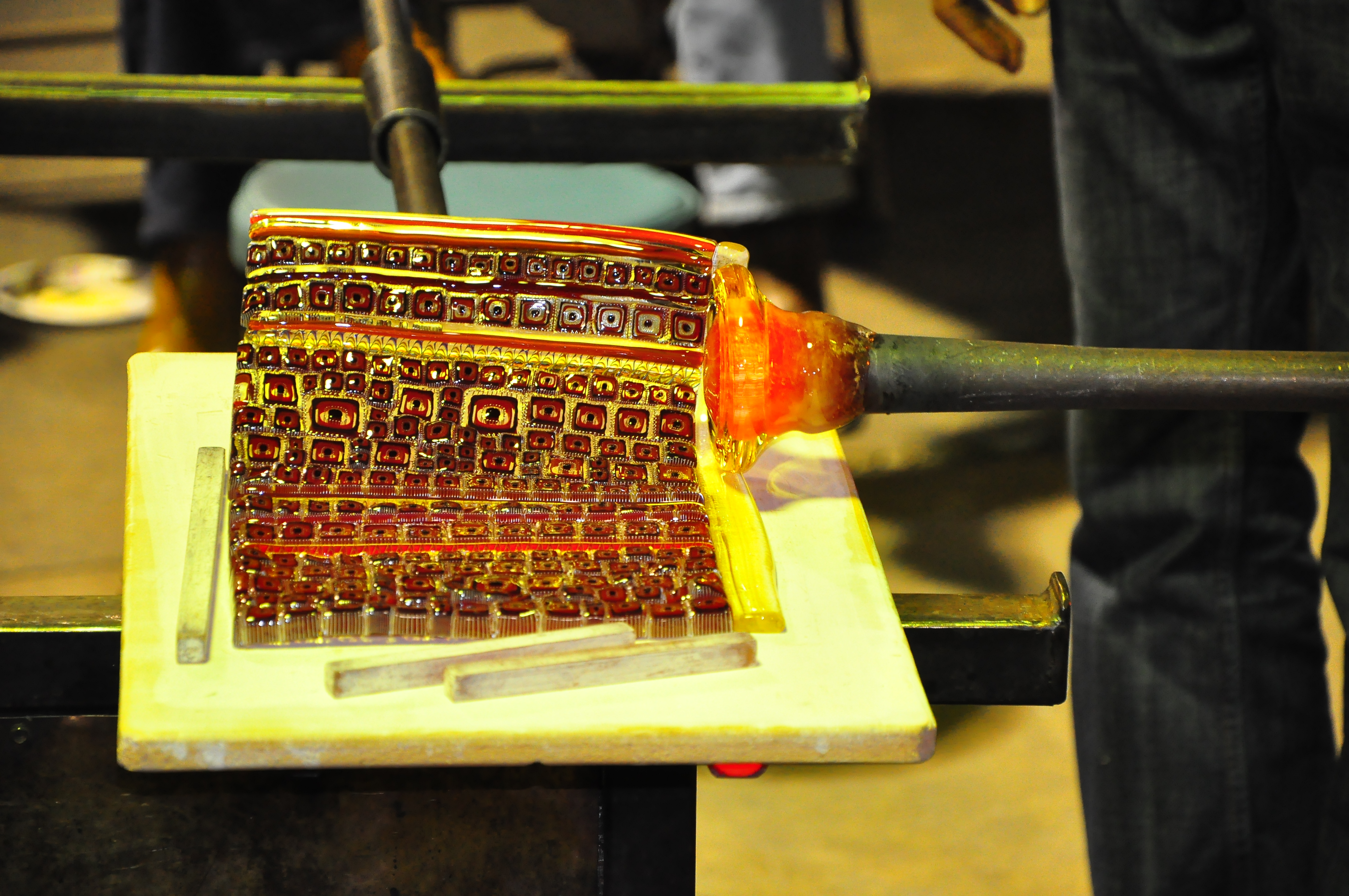
ساخت استوانه از ورق مورین

مورین (به انگلیسی: Murrine)، الگوهای رنگی یا تصاویری است که در یک عصای شیشه‌ای ساخته می‌شود و هنگامی که عصا به مقاطع نازک بریده می‌شود، آشکار می‌گردد. مورین را می‌توان در طرح‌های بی‌نهایت از الگوهای ساده دایره‌ای یا مربع تا طرح‌های دقیق و پیچیده و حتی پرتره‌های افراد ساخت. یک سبک آشنا، شکل گل یا ستاره است که وقتی از تعداد زیادی عصای مختلف در کنار هم استفاده می‌شود، هِزاران‌گل نامیده می‌شود.
تولید مورین برای اولین بار در خاورمیانه بیش از ۴۰۰۰ سال پیش ظاهر شد و توسط شیشه‌گران ونیزی (Venetian glass) در اوایل قرن شانزدهم در مورانو احیا شد.
پس از ایجاد مورین، می‌توان آنها را از چند طریق در ظرف شیشه‌ای یا مجسمه گنجاند. تعدادی از مورین‌ها ممکن است کم و بیش و به‌طور تصادفی روی یک میز مخصوص فولادی پخش شده و سپس در سطح یک حباب شیشه‌ای که به‌طور نسبی دمیده شده است، چسبانده شوند. با دمیدن، گرم شدن و شکل‌دادن بیشتر روی میز مخصوص، مورین کاملاً درون حباب قرار می‌گیرد و یک ترتیب تصادفی از مورین در ظرف یا مجسمه دمیده‌شده ایجاد می‌شود.
متناوباً، می‌توان مورین را به‌صورت فشرده بر روی صفحه سرامیکی چید و سپس در کوره گرم کرد تا زمانی که به یک ورق واحد تبدیل شوند. این ورق را می‌توان روی قالب (مانند شکل کاسه وارونه) قرار داد و بیشتر گرم کرد تا نرم‌تر شده و روی قالب وا رود و فرم دلخواه را به‌خود بگیرد.
روش دیگر با استفاده از یک ورق مورین که مانند بالا ساخته شده است، ساخت یک دیسک کوچک (طوق) از شیشه ذوب شده در انتهای لوله‌حبابی است، سپس دیسک را از امتداد یک لبه ورق مورین بچرخانید تا دو لبه ورق مورین به هم رسیده و یک استوانه تشکیل دهد.
انتهای استوانه که روبروی لوله‌حبابی می‌باشد را می‌توان بهم فشرد و مهر و موم کرد. با گرم کردن بیشتر، استوانه مهر و موم شده را می‌تواند دمید و به هر شکلی که یک دمنده شیشه می‌تواند ایجاد کند شکل داد.
بسیاری از هنرمندان برجسته شیشه به‌طور مرتب از مورین در کارهای خود استفاده می‌کنند. این شامل:
- Dante Marioni - American
- Richard Marquis - American
- David Patchen - American
- Stephen Rolfe Powell - American (D. 2019)
- Richard Ritter - American
- Kait Rhoads - American
- Lino Tagliapietra - Italian
- Davide Salvadore - Italian
- Giles Bettison - Australian
- Stephen Boehme - American
- Chelsea Bent/Zach Jorgenson - American
- Benjamin Quix (PrecisionPulls) - American
- Lucy Bergamini - American
- Loren Stump - American
- Antonio Derrossi- Italian
- Chris Judeman - American
- Khalid Assakr -Egyptian
- Karl Taylor - American
- Andy Buckles - American

## نگارخانه

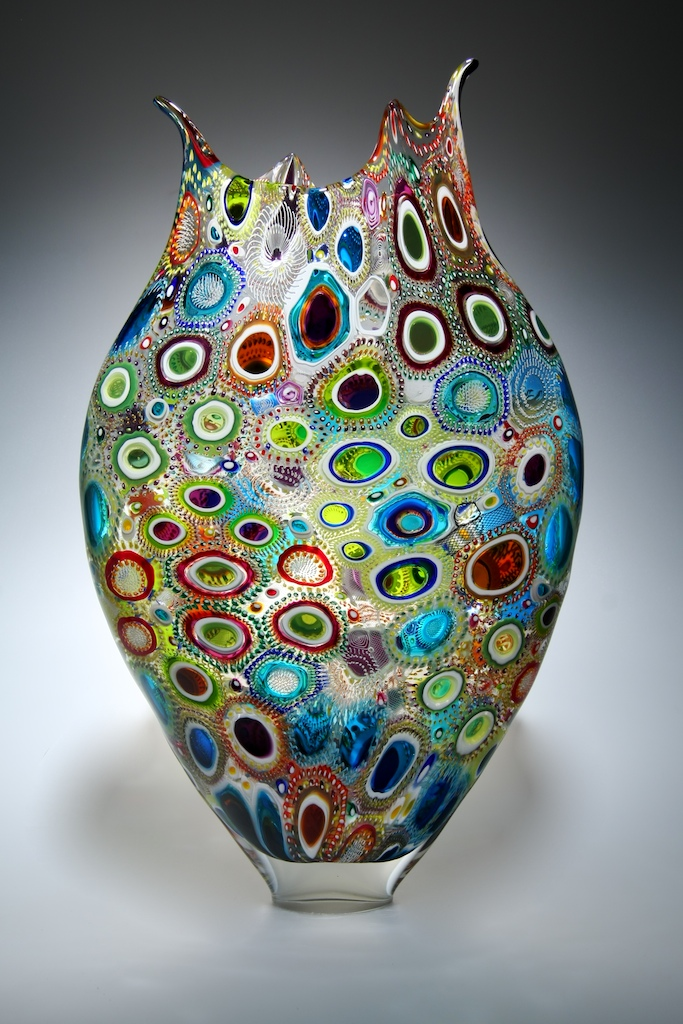
یک الگوی تصادفی از انواع مختلف مورین‌های گنجانده شده در حباب شیشه، ساخته هنرمند دیوید پَچِن (David Patchen)
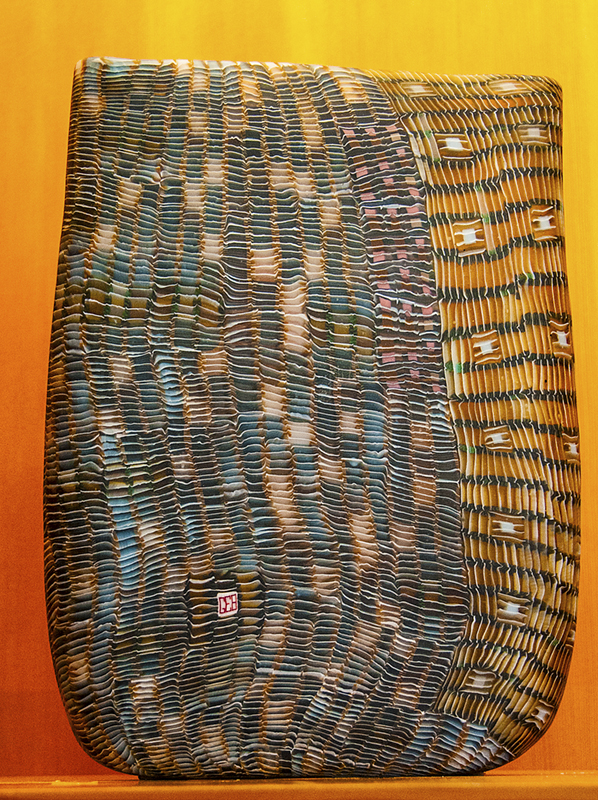
یک ظرف شیشه‌ای مورین، ساخته هنرمند جایلز بتیسون (Giles Bettison)، تقریباً ۸ اینچ در ۵ اینچ در ۱ ۱/۲ اینچ
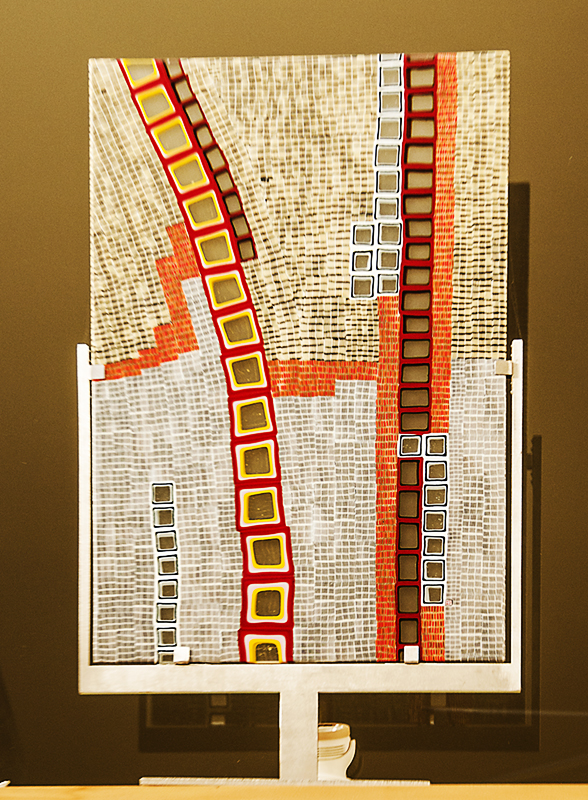
یک صفحه شیشه‌ای مورین، ساخته هنرمند جایلز بتیسون (Giles Bettison)، تقریباً ۳۰ اینچ در ۱۸ اینچ
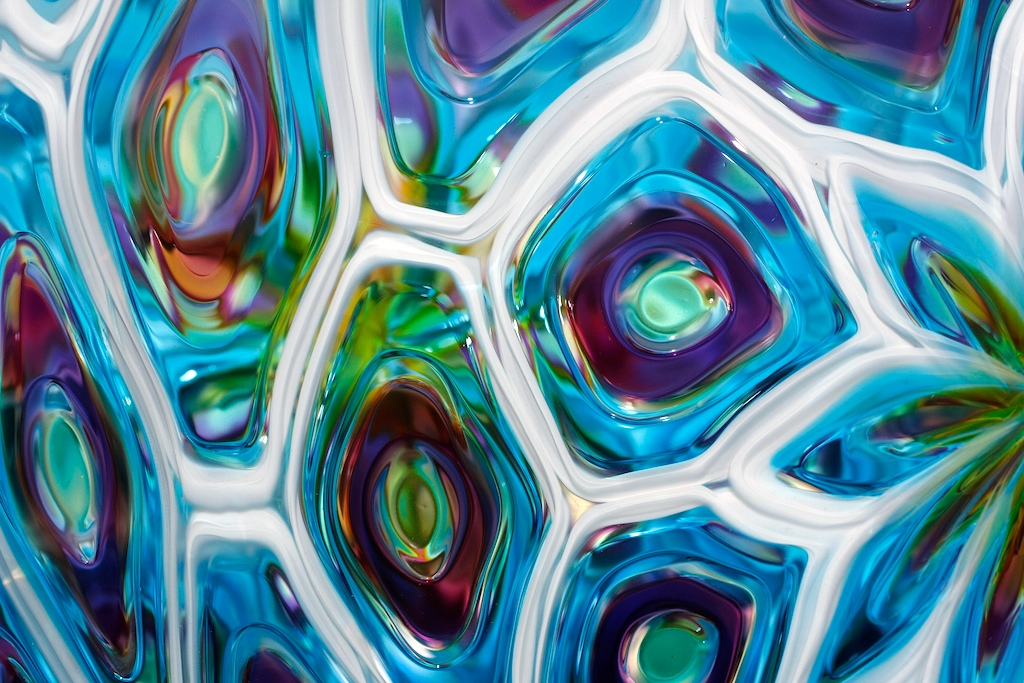
نمای نزدیک از مورین نیمه‌شفاف گنجانده شده در ظرف شیشه‌ای، ساخته هنرمند دیوید پَچِن (David Patchen)
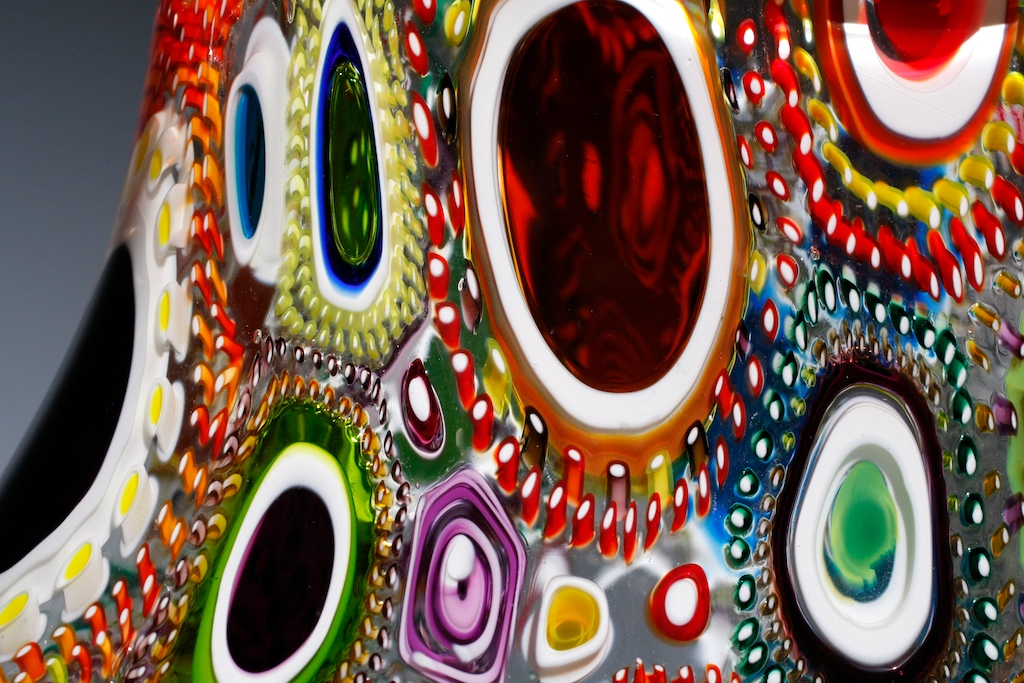
نمای نزدیک از الگوی‌های مختلف مورین که در شیشه دمیده‌شده گنجانده شده است.
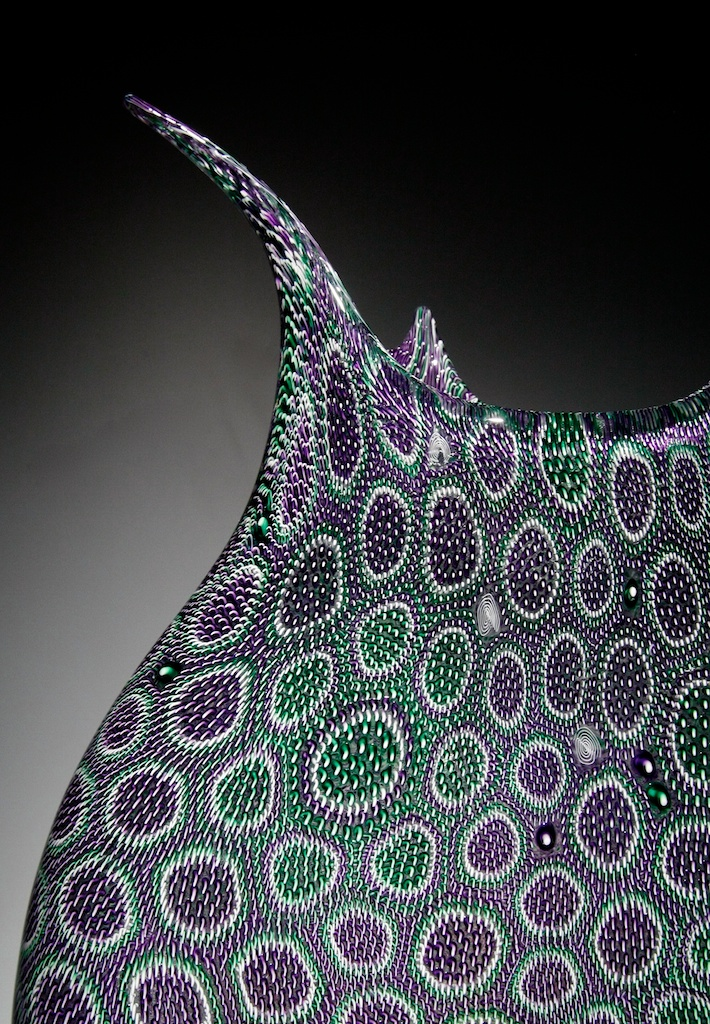
الگوی مورین با رنگ‌های سبز و بنفش
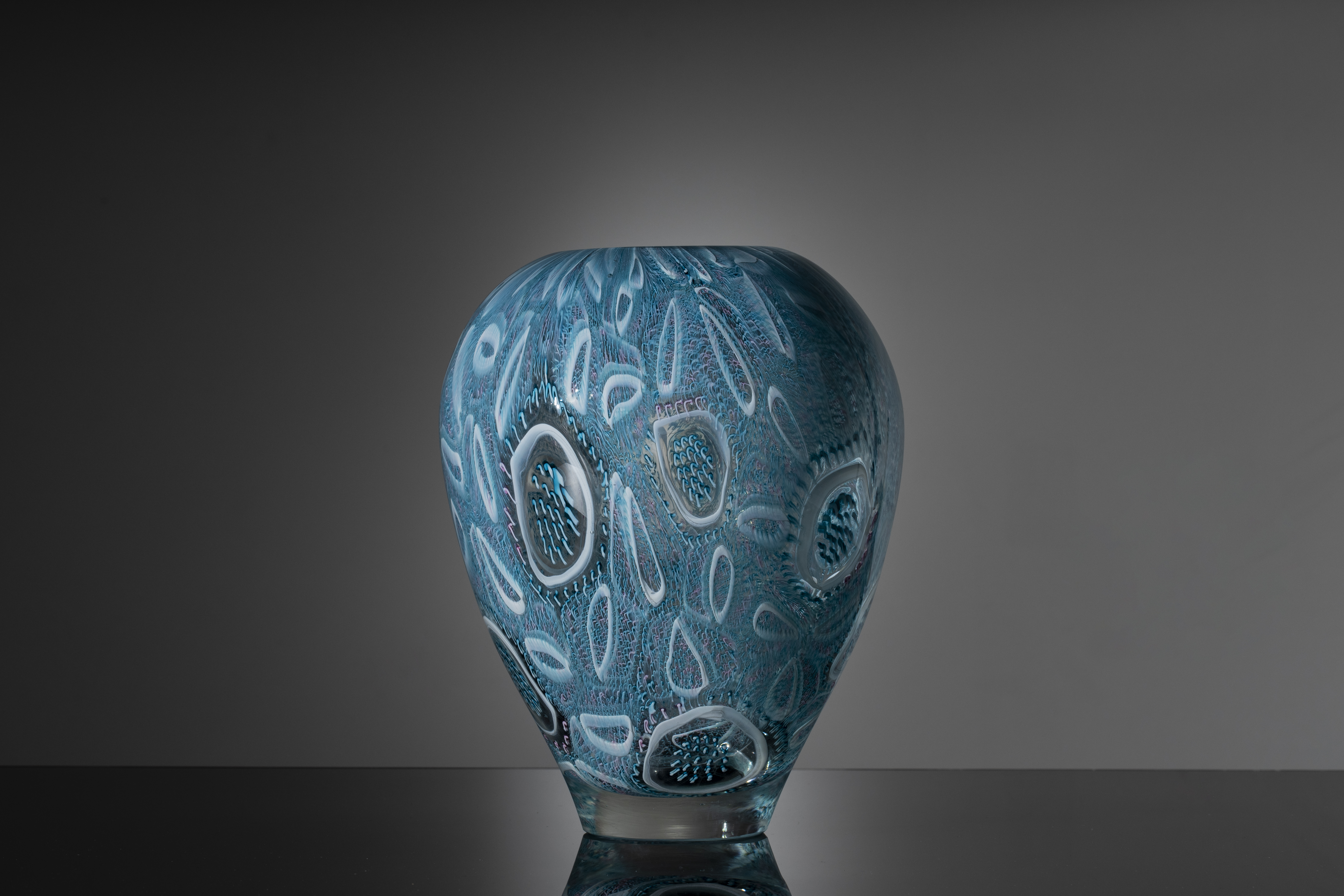
الگوی مورین آبی که برای گلدان شیشه‌ای ایجاد شده است، ساخته هنرمند الی کریستال (Eli Crystal).